# 橋口英子
橋口 英子（はしぐち えいこ、現姓：梅木、1958年1月9日 - ）は、日本の元女子バレーボール選手。

## 来歴
鹿児島県西之表市出身。中学1年次よりバレーボールを始める。鹿児島女子高校を経て、1976年に日本リーグの鐘紡（当時）に入部。
1979/80年シーズンにはセンター/ライトプレーヤーとして、チーム優勝に貢献した。翌シーズンは主将を務めた。

## 人物・エピソード
カネボウ監督の上野康夫（当時）は、橋口を「馬力のあるアタッカーで移動攻撃や速攻が得意」と評している。またチームメートは「何をするのも早く無駄がない。中途半端が大嫌い」と評している。
実娘の梅木真美は柔道選手で、2011年の世界ジュニア78kg級で優勝すると、2015年には世界選手権でも優勝を成し遂げた。

## 球歴
- 所属チーム履歴

鹿児島女子高校 → 鐘紡/カネボウ（1976 - 1982年）